# Cnemidaria roraimensis
Cnemidaria roraimensis là một loài thực vật có mạch trong họ Cyatheaceae. Loài này được (Domin) R.M. Tryon mô tả khoa học đầu tiên năm 1970.